# Andrzej Niemirowicz
Andrzej Niemirowicz (1462-1540), membre de la famille Niemirowicz, voïvode de Kiev (1514), hetman de Lituanie (1535).

## Sources
- (pl) Cet article est partiellement ou en totalité issu de l’article de Wikipédia en polonais intitulé « Andrzej Niemirowicz » (voir la liste des auteurs).